# Тумерсола (Сернурський район)
Тумерсо́ла (рос. Тумерсола, марій. Тумерсола) — присілок у складі Сернурського району Марій Ел, Росія. Входить до складу Чендемеровського сільського поселення.

## Населення
Населення — 95 осіб (2010; 93 у 2002).
Національний склад (станом на 2002 рік):
- марі — 100 %